# 夏仁虎
夏仁虎（1874年—1963年7月），字蔚如，号啸庵、枝巢、枝翁、枝巢子、枝巢盲叟等，江苏南京人，中华民国政治人物、文人。

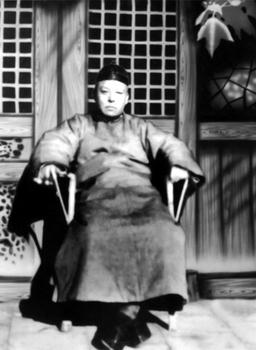
夏仁虎

## 生平

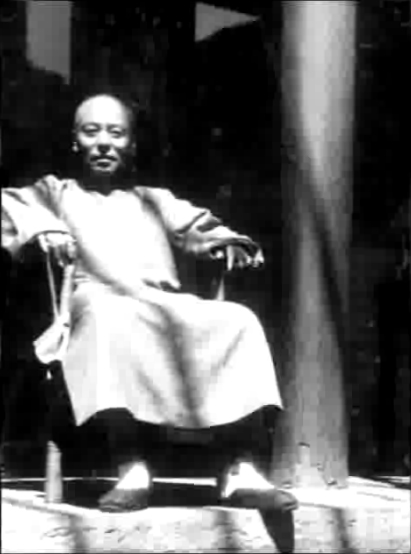
夏仁虎

夏仁虎兄弟五人，即夏仁溥、夏仁澍、夏仁析、夏仁虎、夏仁师，夏仁虎排行第四，家乡人称“夏四先生”。在兄弟五人中，夏仁虎的学问及事业最出众。夏仁虎、章士钊、叶恭绰、朱启钤并称民国北平“四大老人”。
夏仁虎3岁识字，7岁撰写对联，11岁作文章。光绪十七年（1891年），夏仁虎中秀才。光绪二十一年（1895年），夏仁虎到江阴南菁书院学习。光绪二十三年（1897年），夏仁虎成为光绪丁酉科拔贡。光绪戊戌年（1898年），夏仁虎作为拔贡到北京参加了殿试朝考。因考得七品官而被分至刑部学习。此后，夏仁虎先后在商部、邮传部任七品、六品、五品京官和记名御史。自此，他一直居住在北京，直到逝世。
中华民国成立后，夏仁虎历任北京政府盐务署秘书、财政部参事、镇威将军公署政务处处长、安福国会众议院议员、靳云鹏内阁财政部次长（代理部务）、国务院秘书长。退出政界后，担任中山公园董事长。

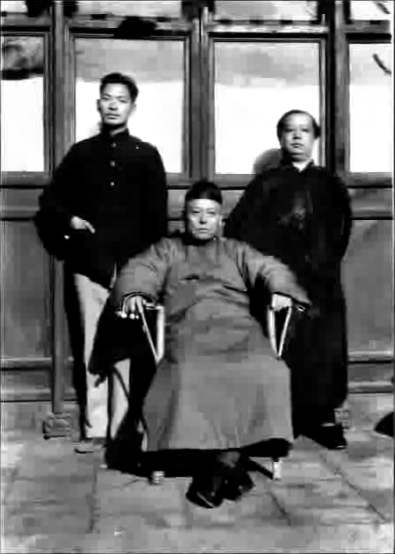
中坐者为夏仁虎

抗日战争时期，夏仁虎任北京大学、北京师范大学等校的国文系教授。其间，他拒绝了日本方面的利诱，拒绝了加入日本傀儡政权内阁的邀请，专心著述及讲学。
中华人民共和国成立，1953年夏仁虎获聘为中央文史研究馆第一批馆员。他将自己参与编纂并保存的《北京市志稿》捐赠给北京市。他是“稊园诗社”的诗人。
1963年7月，夏仁虎在北京逝世，享年89岁。
夏仁虎早年曾经自撰墓志铭：“家金陵，祖大禹，仁无文，虎不武。好读书，不泥古，为文字，鲜可取。曾仕宦，无所补，老而归，无所苦。自题碣，识其所。”

## 著作
夏仁虎一生著述颇多，谨录如下：

### 诗、词、文集
- 《啸庵诗存》六卷，民国十四年（1925年）刊行。
- 《枝巢编年诗稿》，继《啸庵诗存》新增七卷，总十三卷，四册线装，民国二十三年（1934年）刊行。
- 《和陶诗》（《和陶渊明诗》，一作《和渊明诗》），四卷，民国三十一年（1943年）傅增湘印行。
- 《枝巢新乐府》四卷，就日军占领北京时的见闻而作，已成稿，生前未出版。
- 《枝巢歌曲》四卷，已成稿，生前未出版。
- 《枝巢九十回忆篇》五言长诗，1963年于香港刊印。
- 《啸庵词》七卷，1911年3月自序于大梁（开封）行馆，刊于民国二年（1913年）秋。
- 《梁尘词》一卷，民国十八年（1929年）刊行。
- 《淮波词》一卷，民国十八年（1929年）刊行。
- 《零梦词》一卷，民国十八年（1929年）刊行。
- 《燕筑词》一卷，民国十八年（1929年）刊行。
- 《和阳春词》一卷，民国十八年（1929年）刊行。
- 《和姜白石词自制曲》一卷，同时作者十余人，民国二十七年（1938年）张伯驹印行。
- 《啸庵诗词稿》一函四册，内收《啸庵诗存》六卷，《啸庵词稿》四卷。
- 《枝巢文稿》四卷，初刊骈文、散文未分，后重订并分类，改题《啸庵文稿》。
- 《啸庵文稿》一函二册十卷，正文前别署《啸庵骈散文稿》。民国十八年（1929年）刊行。
- 《诗文词近稿》三十卷，已成稿，生前未出版。

### 风俗、掌故
- 《旧京琐记》一函二册十卷。
- 《旧京秋词》一册，收入“燕都风土丛书”，张次溪校，民国二十八年（1939年）刊行。
- 《清宫词》一册二卷，民国三十年（1941年）北平师范大学印行。
- 《岁华忆语》一卷，记南京风俗习惯，载民国三十七年（1948年）《南京文献》第十三号。
- 《枝翁残笔》稿本一册，部分刊于民国三十七年（1948年）《北平日报》。

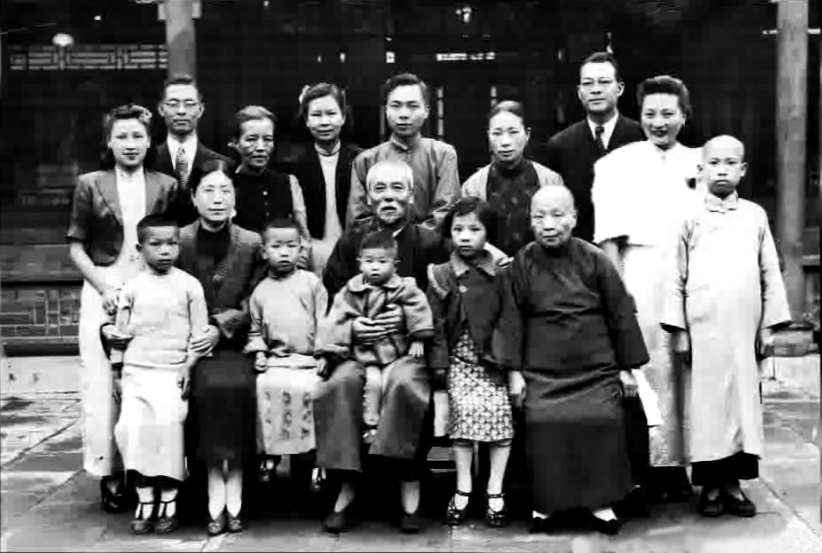
夏仁虎家庭照

- 《北梦录》14700字，稿佚。

### 地方志
- 《北京志》，见《两志叙录》。
- 《两志叙录》一册二卷，刻本线装，民国二十九年（1940年）刊行。
- 《金陵艺文志》十四卷，出版与否不详。
- 《玄武湖志》八卷，木刻线装，一函二册，赵椿年、吴廷燮序，民国二十一年（1932年）刊行。
- 《秦淮志》十二卷，傅岳棻序，载民国三十七年（1948年）《南京文献》第二十四号。
- 《金陵明遗民录》十卷，为修志材料，已成稿，生前未出版。
- 《金陵艺文题跋》十四卷，1931年作，出版否未详。
- 《金陵通典》成稿与否未详。
- 《北海小志》稿送中央文史研究馆，散佚。

### 学术
- 《枝巢四述》一册四卷，1943年北京大学排印。
- 《学海探源》八卷，述国学诗文体例，已成稿，生前未出版。
- 《学海津梁》十二卷，出版与否未详。
- 《国策选腴分类》，摘录《国策》中的隽语，成稿与否未详。
- 《读战国策笔记》十二卷，已成稿，生前未出版。
- 《今雅》五卷，一作十二卷，已成稿，生前未出版。
- 《笔乘补》六卷，出版否未详。

### 戏曲、小说
- 《碧山楼传奇》一册，十二折，民国十四年（1925年）作于沈阳，民国十五年（1926年）刊行。
- 《珠鞋记传奇》戏曲，出版与否未详。
- 《五色花》小说，在辛亥革命后创办的《都门新报》上分日刊登。
- 《公园外史》小说，已成稿，生前未出版。

## 家庭
- 六子：夏承楹，台湾作家，笔名“何凡”。[2]

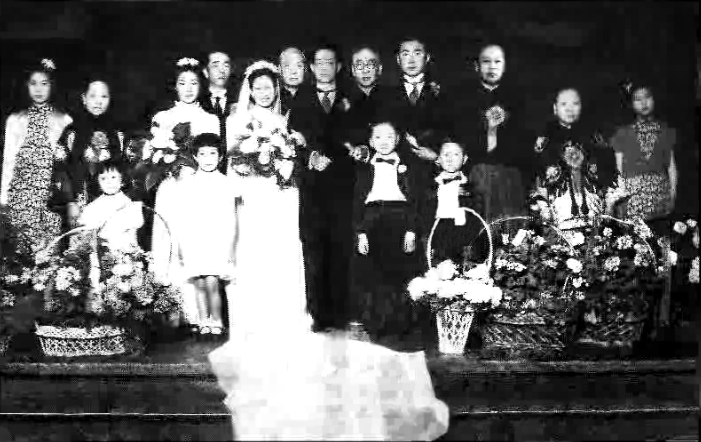
夏仁虎家庭照

  - 六儿媳：林海音，台湾作家，《城南旧事》的作者。1939年5月13日，夏承楹、林海音举行婚礼，夏仁虎将婚礼交由二人自己做主。夏承楹、林海音夫妇请来雷振邦等人组成的西式乐队。婚礼证婚人是赵椿年。女方介绍人是林海音的表舅张我军，男方介绍人是夏仁虎任财政部次长时担任司长的王槐青（王光美之父）。[2]

## 延伸阅读
- 王景山，国学家夏仁虎，浙江文艺出版社，2009年
- 邓云乡，枝巢老人及其著述，书城1995年01期
- 邓云乡，关于枝巢老人的著作，书城1995年02期